# هاري كامبل
هاري كامبل (بالإنجليزية: Harry Campbell)‏ (7 يناير 1938 – 16 مايو 1961) هو ملاكم أمريكي راحل، مثّل بلاده في الألعاب الأولمبية الصيفية 1960.

## روابط خارجية
هاري كامبل على موقع بوكس ريك (الإنجليزية) (registration required)
- هاري كامبل على موقع أوليمبيديا (الإنجليزية)